# Mineral King Road Cultural Landscape District
Le Mineral King Road Cultural Landscape District est un district historique du comté de Tulare, en Californie, dans le sud-ouest des États-Unis. Protégé au sein du parc national de Sequoia, ce district est centré sur la Mineral King Road. Inscrit au Registre national des lieux historiques depuis le 24 octobre 2003, il a notamment pour autres propriétés contributrices l'East Fork Kaweah River Bridge ainsi que les bâtiments composant l'Atwell Mill Ranger Station et la Lookout Point Ranger Station, dont certains se présentent dans le style rustique du National Park Service.